# Castello di Puegnago del Garda
Il castello di Puegnago del Garda è un castello che domina il centro storico del paese. Posizionato in un punto strategico gode di una vista panoramica sulle colline moreniche della Valtenesi e sul Lago di Garda.